# Radiotelescoop van Ventspils
De radiotelescoop van Ventspils (Engels: Ventspils International Radio Astronomy Centre, VIRAC; Lets: Ventspils Starptautiskais radioastronomijas centrs, Ventspils Internationaal Radioastronomisch Centrum) is een ex-Sovjet radioastronomie-installatie bij Irbene, Ventspils novads, 30 km ten noorden van de stad Ventspils in Letland.
De installatie werd in 1971 in Irbene (toen "Ventspils-8") voor militaire doeleinden gebouwd. De in het militaire spergebied van Noord-Koerland gelegen installatie was geheim tot 1993 toen het na de hernieuwde onafhankelijk van Letland en de terugtrekking van het Sovjet-leger in 1994 werd overgenomen door de Letse Academie van Wetenschappen. Sindsdien zijn de radiotelescopen hersteld.

## Geschiedenis

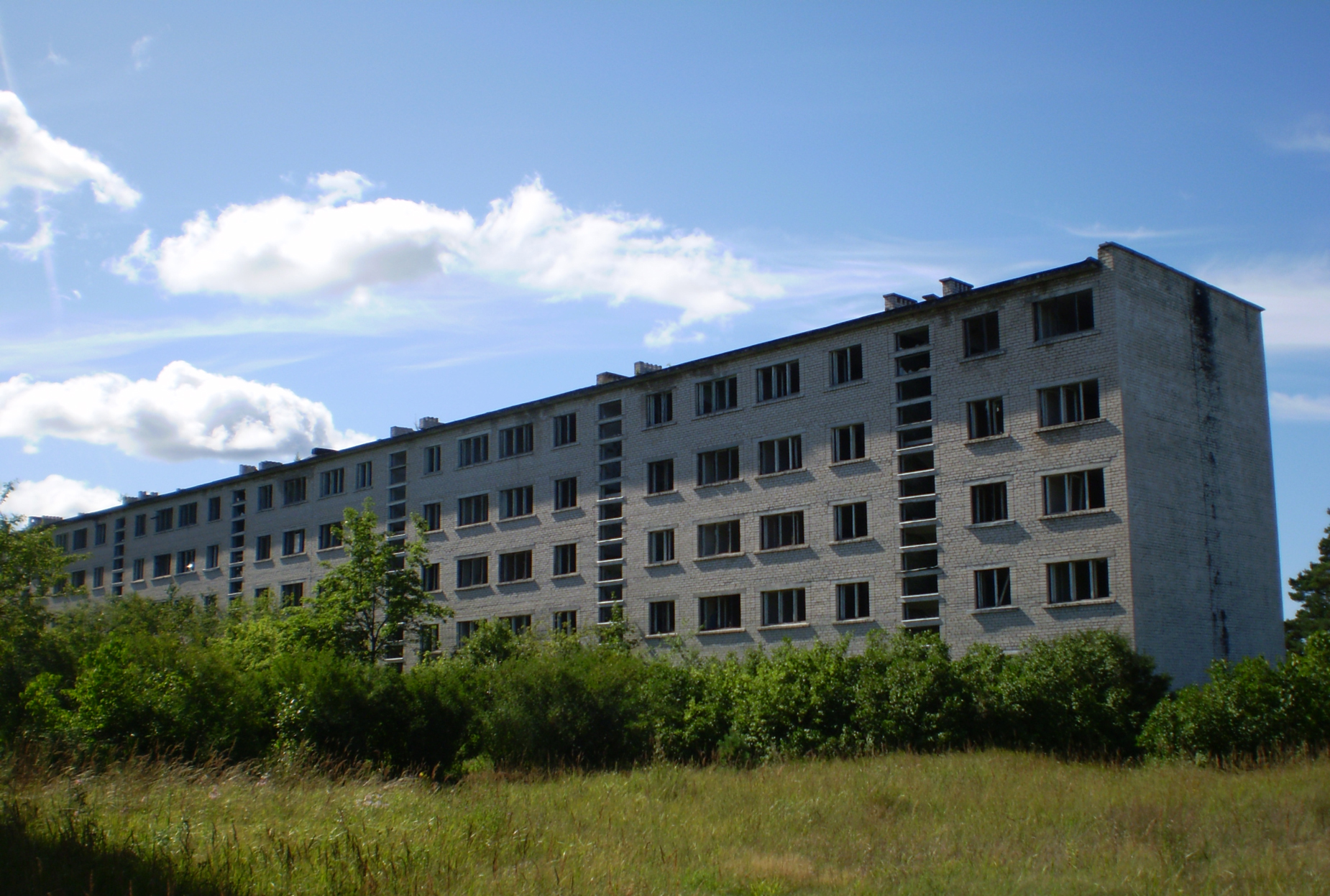
De verlaten nederzetting Ventspils-8

In de zomer van 1967 werd op het meest westelijke punt van de Sovjet-Unie begonnen met de bouw van de 649-ste afdelingspost ter verkenning van radiostraling in de ruimte. Het station ter verkenning van de ruimte Zvezda (Ster) werd in 1971 geopend. In het centrum bevonden zich vier radiotelescopen. De belangrijkste doelstellingen van het station werden het onderscheppen van signalen van satellieten en militaire bases en het volgen van satellieten. Speciaal voor de militairen en hun gezinnen werd het dorp "Ventspils-8" (nu Irbene) gebouwd waar 2.000 mensen woonden.
In verband met de terugtrekking van de Russische troepen uit Letland werd op 22 juli 1994 het station overhandigd aan de Letse Academie van Wetenschappen. De militairen ontmantelden de installatie en namen een van de radiotelescopen mee. De overgebleven telescopen werden deels onklaar gemaakt. Op basis van de resterende radiotelescopen werd in 1996 het Ventspils International Radio Astronomy Centre opgericht.
In 1999 werd een verdrag over deelname aan het Low Frequency VLBI Network (LFVN) ondertekend. Dit was echter van korte duur. In 2004 werd het VIRAC ondergebracht bij de Hogeschool van Ventspils (Engels: Ventspils University College). Sinds 2007 is het observatorium weer deel van het LFVN-project, en is betrokken bij de receptie van gereflecteerde echo-signalen van objecten in de nabije ruimte met een golflengte van 6 cm. De belangrijkste onderzoeksthema's zijn: radioastronomie, interferometrie, astrometrie, en fysica van de aarde en de zon. Momenteel werken in het centrum 24 medewerkers.

## Beschrijving
De huidige configuratie bestaat uit een 32m volledig stuurbare parabolische antenne voor het centimeter-golfgebied (RT-32) en een 16m antenne (RT-16). De grotere is de grootste radiotelescoop in Noord-Europa en de op zeven na grootste van de wereld. De combinatie van grootte en precisie maakt de grotere schotel waardevol voor wetenschappers. De constructie werd gebouwd door een scheepsfabriek in Oekraïne, waardoor het interieur doet denken aan een schip.